# ایرج دانایی‌فرد

ایرج دانایی‌فر (۲۰ اسفند ۱۳۲۹ – ۲۱ آذر ۱۳۹۷) بازیکن سابق فوتبال اهل ایران بود. او زننده اولین گل تاریخ ایران در جام جهانی ۱۹۷۸ به اسکاتلند بوده است.

## دوران ورزشی
او فرزند علی دانایی‌فرد و عضو باشگاه‌های تاج، عقاب و پاس بوده‌است و در جام جهانی ۱۹۷۸ عضو تیم ملی فوتبال ایران بود و بازی‌های خوبی از خود به نمایش گذاشت، در بازی با اسکاتلند نیز زننده تنها گل تیم ایران بود و با این گل، نام ایرج دانایی‌فرد به عنوان نخستین زننده گل ایران در تاریخ جام جهانی ثبت شد. او در اواخر عمر خود ساکن آمریکا بود و یک فروشگاه وسایل ورزشی را اداره می‌کرد. 
نخستین بازی ملی او، ۲۰ دی ۱۳۵۵ در مقدماتی جام جهانی ۱۹۷۸ در شهر ریاض برابر عربستان انجام شد، ایران بازی را سه بر صفر پیروز شد.ایرج دانایی‌فرد ۱۷ بازی ملی به همراه ۳ گل ملی در کارنامه دارد و با تیم ملی فوتبال ایران در جام جهانی فوتبال ۱۹۷۸ و جام ملت‌های آسیا ۱۹۸۰ حضور داشت و در تمامی مسابقات در این دو تورنمنت مهم به میدان رفت. وی پسر مرحوم  علی دانایی‌فرد  بنیانگذار تیم فوتبال  استقلال  است.

## تیم منتخب جهان
ایرج دانایی‌فرد یکی از بازیکنان ایرانی حاضر در تیم منتخب جهان می‌باشد. او به همراه آندرانیک اسکندریان در بازی خداحافظی پله حضور به عمل آورد و در مقابل بزرگانی همانند پله و یوهان کرایف بازی کرد. 

## افتخارات

### به عنوان بازیکن

#### پاس
- لیگ ایران: ۱۳۵۵

#### تاج
- جام حذفی: ۱۳۵۷

#### تولسا
- NASL Championships: ۱۹۸۳

#### انفرادی
- زننده نخستین گل تیم ملی فوتبال ایران در جام‌های جهانی در سال ۱۹۷۸

## درگذشت
ایرج دانایی‌فرد پیشکسوت فوتبال ایران که به دلیل بیماری کبد در بیمارستان نمازی شیراز بستری بود در ۲۱ آذر ۱۳۹۷ درگذشت.